# Софія Амалія Брауншвейг-Люнебурзька
Софія Амалія Брауншвейг-Люнебурзька (нім. Sophie Amalie von Braunschweig-Lüneburg; 24 березня 1628, Герцберг-ам-Гарц — 20 лютого 1685, Копенгаген) — принцеса Брауншвейг-Люнебурзька, дружина короля Данії і Норвегії Фредеріка III.

## Біографія
Софія Амалія була дочкою Георга Брауншвейг-Люнебурзького і Анни Елеонори Гессен-Дармштадтської. Про її дитинство і юності відомостей не збереглося. Підготовка до шлюбу з принцом Фредеріком почалася ще в 1640 році, а весілля відбулося 1 жовтня 1643 року в замку Глюксбург. Потім молодята деякий час жили в Бремені, де з 1635 року Фредерік був обраний архієпископом, а в 1645 році, коли шведи окупували Бремен, їм довелося перебратися під Фленсбург, де близько двох років вони перебували в дуже скрутних умовах. Там Софія Амалія народила свого первістка. Після смерті кронпринца Кристіана, Фредерік був оголошений спадкоємцем престолу, і у 1648 році подружжя стали королем і королевою Данії та Норвегії.
Попри важке фінансове становище в державі, подружжя вели воістину королівський спосіб життя. Через те, що її чоловік був людиною замкненою, Софія Амалія стала центром суспільного життя при дворі. Вона облаштувала життя двору за французькомим і німецьким зразкам, найняла німецького капельмейстера Каспара Ферстера, а з Франції виписала скрипковий оркестр, балетмейстера і танцівницю і співачку Анну де ла Бар. Разом з дітьми і придворними вона брала участь в аматорських театральних постановках. Вона стежила за модою, любила балет, пишні прийоми, видовищні маскаради і полювання. Таке марнотратство було негативно сприйнято населенням.

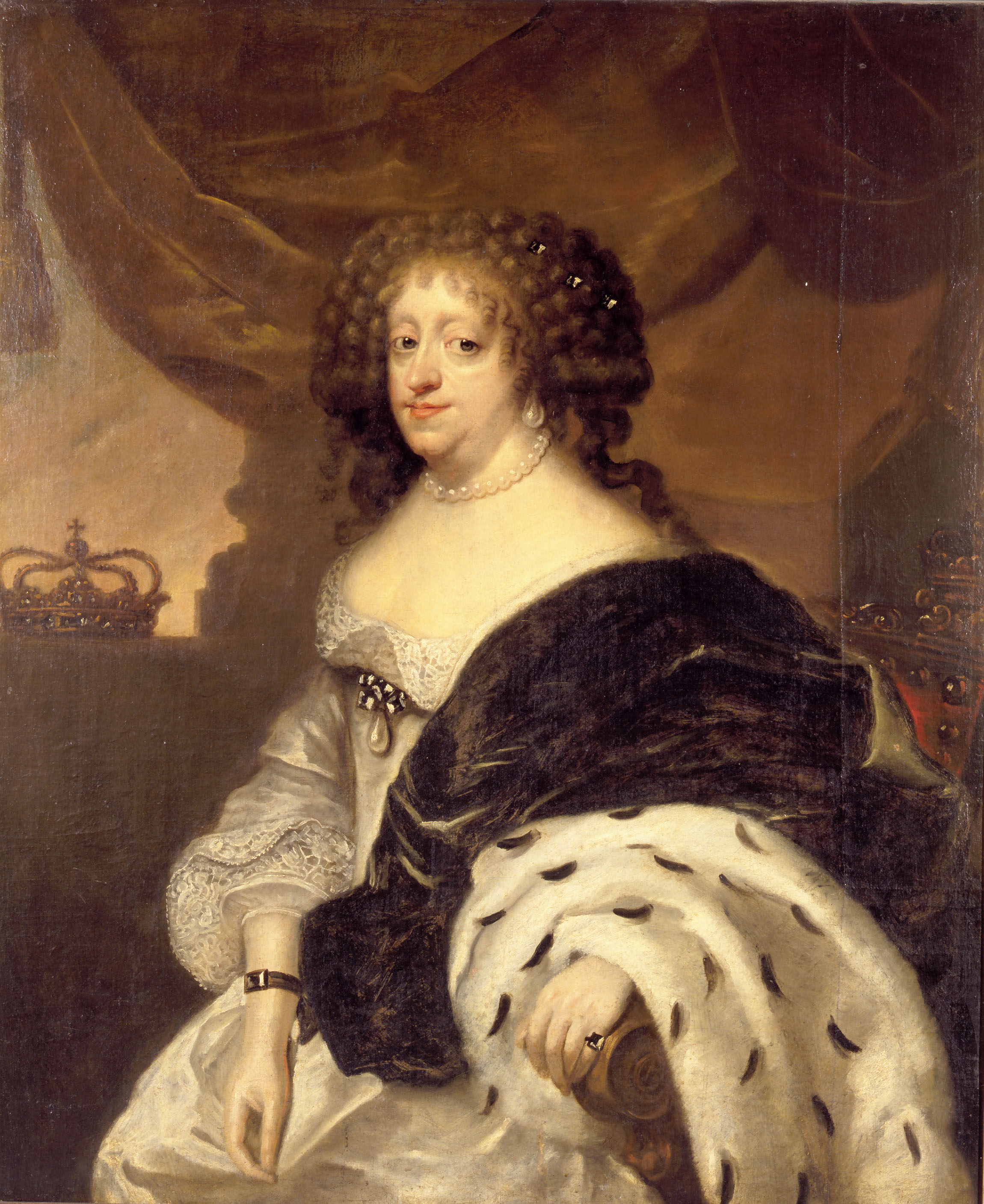
Софія Амалія в 1659 році

Софія Амалія відрізнялася від інших датських королев неприхованим прагненням до влади. Більшу частину царювання Фредеріка III і пізніше, за часів правління сина Кристіана V, вона жваво цікавилася державними справами і мала значний вплив на політику. На початку 1650-х років вона вступила в боротьбу за першість при дворі з Леонорою Христиною та її чоловіком, Корфіцем Ульфельдтом. Тепер, вперше з 1612 року після смерті Анни Катерини Бранденбурзької, в Данії знову була королева. Однак Леонора Христина, зведена сестра Фредеріка і дочка Кристіана IV від його другого морганатичного шлюбу з Кірстен Мунк, що була при батьку першою дамою королівства, не бажала здавати своїх позицій, а Корфіц Ульфельдт так і не зміг подолати розбіжності з королем. Часто виникаючі на ґрунті суперництва конфлікти зрештою призвели до вигнання подружжя Ульфельдт. Згодом майно Ульфельдтів було конфісковано, а в 1663 році Леонора Христина була відправлена в ув'язнення. Королева перешкоджала її помилуванню до тих пір, поки вона сама залишалася в живих.

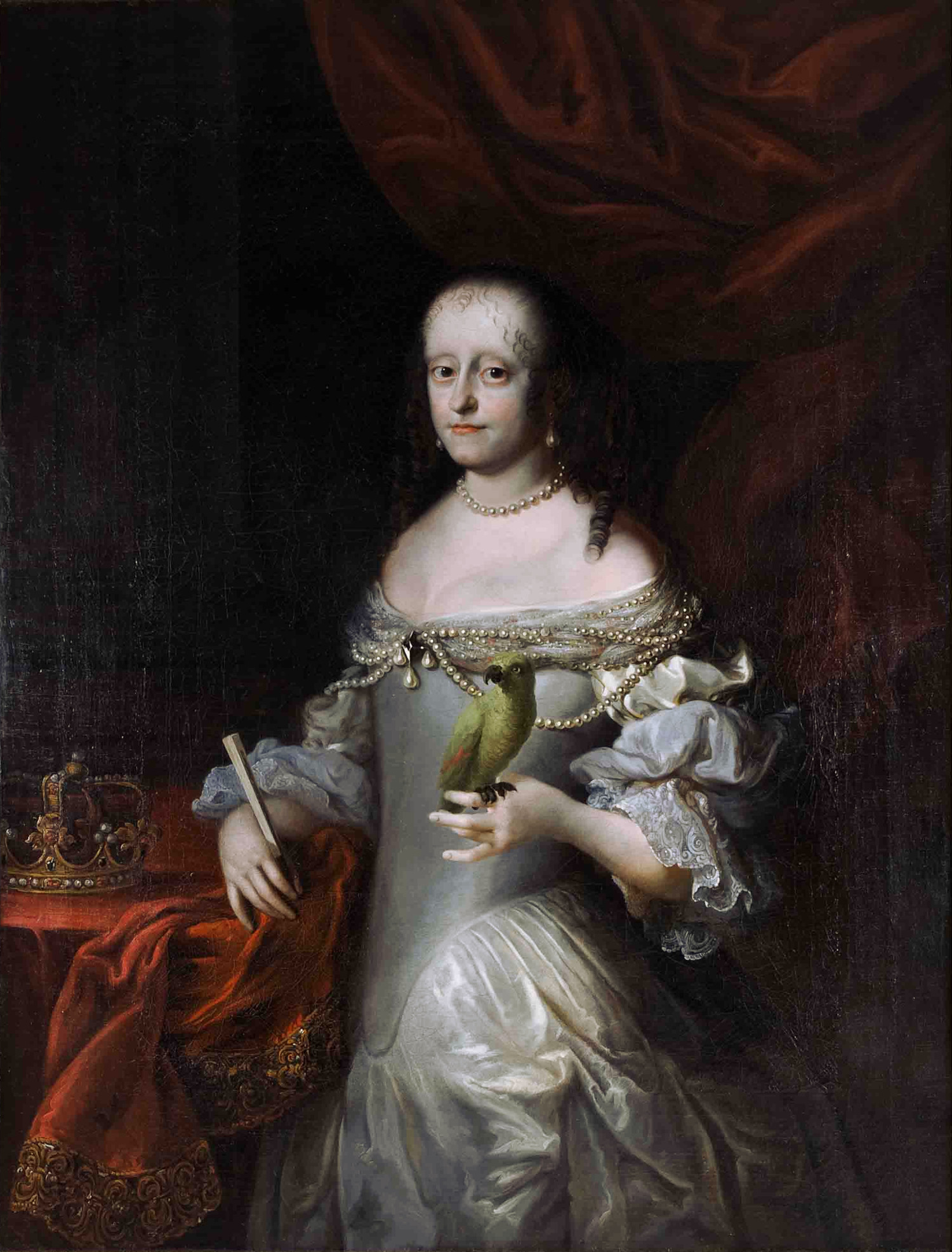
Софія Амалія в 1662 році

Софія Амалія, ймовірно, була серед тих, хто в 1657 році схилив короля до активних дій проти Швеції, в результаті яких Данія втратила частину своїх територій. Незабаром війна відновилася. При облозі Копенгагена, король і королева, відмовившись покинути місто і показавши приклад стійкості і відваги перед лицем противника, завоювали любов і відданість свого народу. Зрештою, облога була знята, і в травні 1660 року було укладено мирний договір, за умовами якого Данія знову отримала деякі з втрачених раніше земель. У світлі останніх подій популярність королівської пари була дуже висока. Скориставшись цим, Фредерік провів ряд реформ, що закріплювали за монархами необмежену владу. Існує припущення, що Софія Амалія також брала участь в ухваленні рішення заснувати режим абсолютизму.
Однак її вплив став слабшати після 1665 року, коли її не поставили до відома про умови нової конституції, Kongeloven, і не призначили членом регентської ради. Причиною тому послужили амбіції, що стосувалися шлюбних союзів її дочок, надмірна підтримка, що надавалася молодшому синові Георгу, а також наполегливість щодо повернення провінції Сконе, що призвело до чергової дансько-шведської війни.
Овдовівши в 1670 році, вона проживала переважно у палаці Амалієнборг, побудованому в період з 1669 по 1673 роки і названому на її честь. В її користуванні також були землі на Лолланні і Фальстері. Королева Софія Амалія померла в Копенгагені в 1685 році і була похована в Роскілльському соборі.

## Родина
Чоловік — Фредерік III, короля Данії і Норвегії
Діти:
- Кристіан (1646—1699) — короля Данії і Норвегії, був одружений з Шарлотою Амалією Гессен-Кассельською;
- Анна Софія (1647—1717) — одружена з курфюрстом Саксонським Йоганном-Георгом III;
- Фредеріка Амалія (1649—1704) — одружена з Кристіаном Альбрехтом Гольштейн-Готторпским;
- Вільгельміна Ернестіна (1650—1706) — одружена з Карлом II, курфюрстом Пфальцьким;
- Фредерік (1651—1652) — помер у дитинстві;
- Георг (1653—1708) — одружений з Анною Стюарт, королевою Великої Британії;
- Ульріка Елеонора (1656—1693) — одружена з Карлом XI, королем Швеції;
- Доротея (1657—1658) — померла в дитинстві.